# Strage di Torino (1864)
La strage di Torino fu un eccidio compiuto da alcuni membri del Regio Esercito italiano (principalmente allievi carabinieri) il 21 e il 22 settembre 1864 ai danni di gruppi di manifestanti civili. Gli scontri avvennero durante manifestazioni di protesta popolare contro il trasferimento della capitale del Regno d'Italia dalla città piemontese a Firenze.
Nel pomeriggio del 21 settembre 1864, dopo che in mattinata scontri tra manifestanti e forze dell'ordine avevano avuto luogo in Piazza San Carlo a Torino, una folla di civili armati di bastoni tentò di avvicinarsi alla sede del Ministero dell'interno in Piazza Castello, difesa da un contingente di allievi carabinieri: i carabinieri spararono sui manifestanti causando 15 vittime. La sera seguente, 22 settembre, nuovi tumulti ebbero luogo in Piazza San Carlo coinvolgendo altri allievi carabinieri, che nella confusione spararono indiscriminatamente sulla folla colpendo anche i membri di un battaglione di fanteria che stava attraversando la piazza, i quali aprirono a loro volta il fuoco: nel tiro incrociato rimasero uccise 47 persone tra militari e civili.
I fatti provocarono la caduta del governo Minghetti, nonché diverse inchieste ufficiali da parte di commissioni parlamentari; tutti gli arrestati furono tuttavia oggetto di un'amnistia generale nel febbraio 1865.

## Antefatto: lo spostamento della capitale

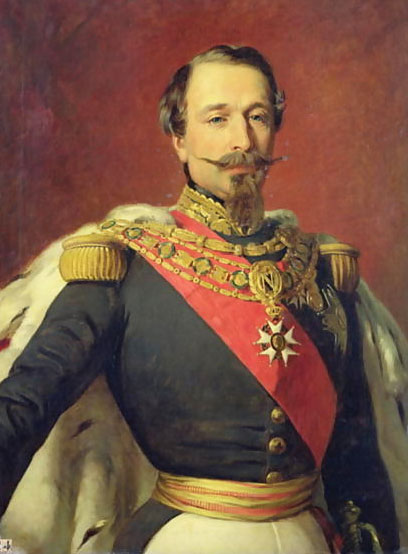
Napoleone III

Nel giugno 1864, approfittando di voci sulla salute di papa Pio IX e su possibili sollevazioni nello Stato Pontificio, il presidente del consiglio Marco Minghetti inviò Gioacchino Napoleone Pepoli dall'ambasciatore italiano a Parigi, Costantino Nigra, con disposizioni per contrattare il ritiro delle truppe francesi dai territori della Santa Sede. Per raggiungere l'accordo, l'imperatore Napoleone III richiese una garanzia che mostrasse la rinuncia alla conquista di Roma, indicata fin dal 1861 dal governo italiano come capitale ideale del regno; Pepoli chiese se lo spostamento della capitale italiana da Torino ad altra città, cosa già ipotizzata dal governo, avrebbe potuto fornire adeguata garanzia; l'imperatore confermò che avrebbe certamente firmato l'accordo con quella condizione. Vittorio Emanuele II fu informato ad agosto, al ritorno di Pepoli.
(Lettera del ministro Emilio Visconti Venosta all'ambasciatore Nigra)
L'11 settembre 1864 Minghetti comunicò al ministro Menabrea che il re accettava il trattato, spostando la capitale a Firenze per ragioni esclusivamente strategiche.
La convenzione fu quindi firmata ufficialmente il 15 settembre 1864. Su richiesta di Vittorio Emanuele II, venne tenuto separato e segreto il protocollo vincolante per il trasferimento della sede del governo entro sei mesi dalla firma, al fine di evitare che apparisse «risultato della pressione d'un Governo estero».

## Diffusione della notizia a Torino

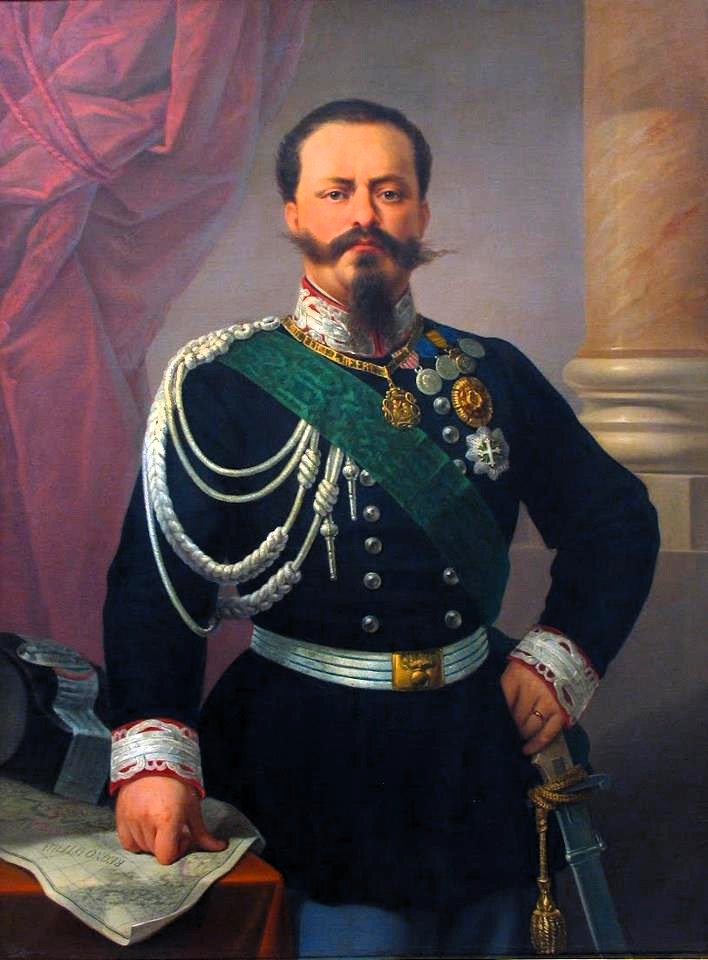
Vittorio Emanuele II

Nonostante il riserbo ministeriale, i dettagli dell'accordo iniziarono a circolare già dal 26 agosto dello stesso anno. I giornali di Torino, legati a fazioni politiche, assunsero delle posizioni diverse sull'accordo. Il governo Minghetti poteva contare sulla Gazzetta ufficiale, voce del ministero, e sull'Opinione, diretta da Giacomo Dina; era appoggiato inoltre dalla Stampa (giornale diverso dal successivo quotidiano omonimo), diretta da Paulo Fambri e legata a Ubaldino Peruzzi e a Silvio Spaventa, e dalla Gazzetta di Torino, legata a Luigi Menabrea. C'erano poi la Discussione del senatore Carlo Alfieri di Sostegno, la Monarchia nazionale legata a Urbano Rattazzi e al centro-sinistra e il Diritto della sinistra. La Gazzetta del popolo, anticlericale, era diretta da Giovan Battista Bottero.
Il 16 settembre, giorno successivo alla firma, l'Opinione pubblicò la convenzione, senza indicazioni sul protocollo segreto; il 18 settembre la Gazzetta del popolo riportò la voce errata (diffusasi il giorno precedente) che la condizione imposta da parte francese fosse lo spostamento della capitale a Firenze. La diffusione di notizie frammentarie portò quindi a illazioni e ad accuse contro il governo; si aggiunsero addirittura voci di cessioni di territorio piemontese alla Francia.
Il 20 settembre si svolse una manifestazione per le vie della città con grida contro lo spostamento della capitale (Abbasso il ministero!, Roma o Torino!, Abbasso la convenzione!, Viva Garibaldi!) e con la partecipazione di un gran numero di persone (cinque o seimila secondo alcune fonti). Lo spostamento della capitale era visto da molti come una minaccia allo sviluppo economico della città.
Inoltre, un centinaio di persone si radunò in Piazza Castello per protestare con fischi contro la sede della Gazzetta di Torino, allontanandosi dopo poco senza incidenti. Il giornale quel giorno aveva pubblicato un articolo che, anche se a favore della convenzione, avrebbe dovuto pacificare i torinesi; venne «mandato dalla Corte al giornale per desiderio del re medesimo, il quale si sbagliò affatto intorno all'effetto che avrebbe prodotto, e al quale nessuno dei cortigiani ebbe il buon senso di sconsigliarne la pubblicazione.»

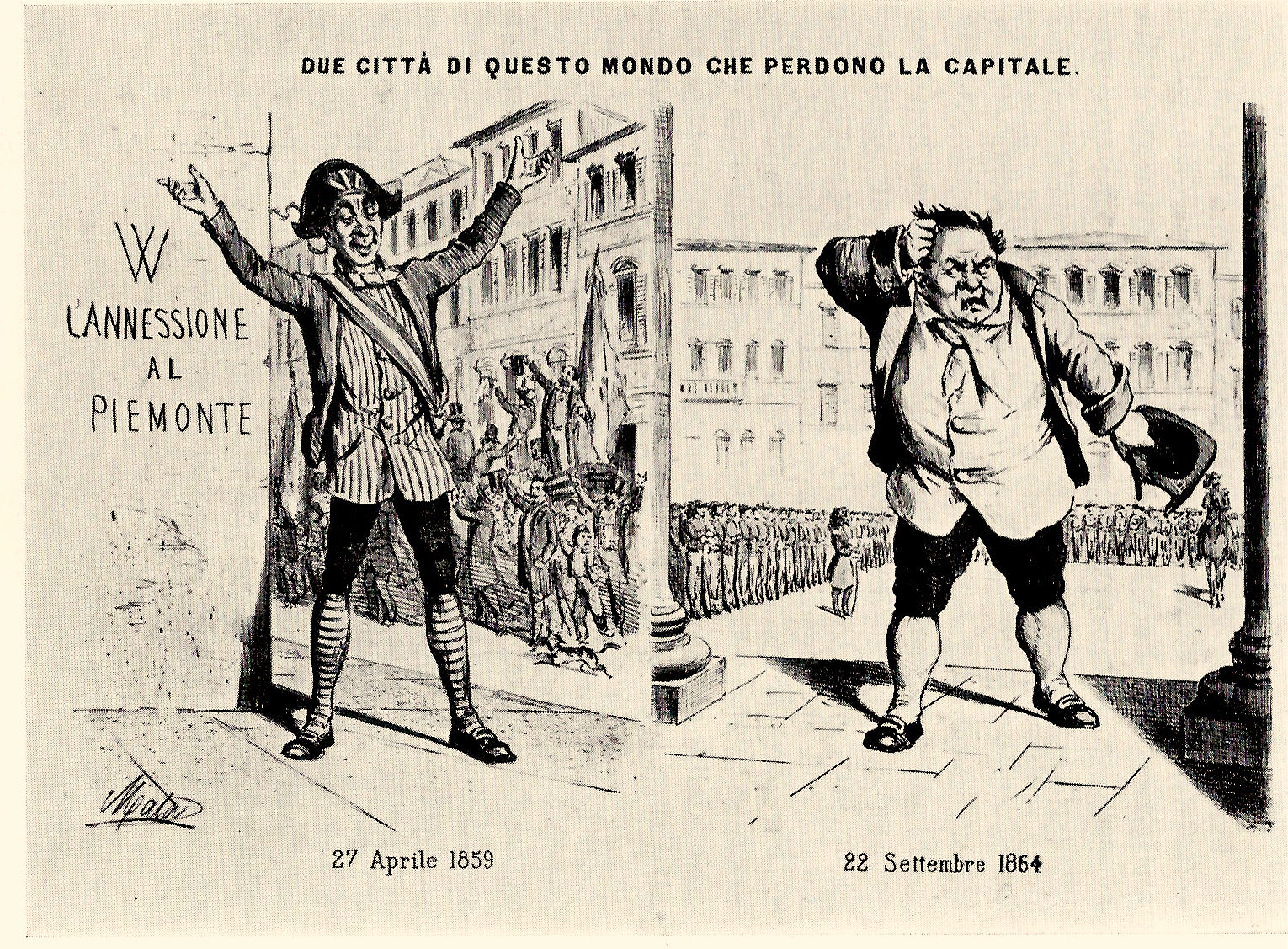
Adolfo Matarelli, Due città di questo mondo che perdono la capitale (Il Lampione, 1864)
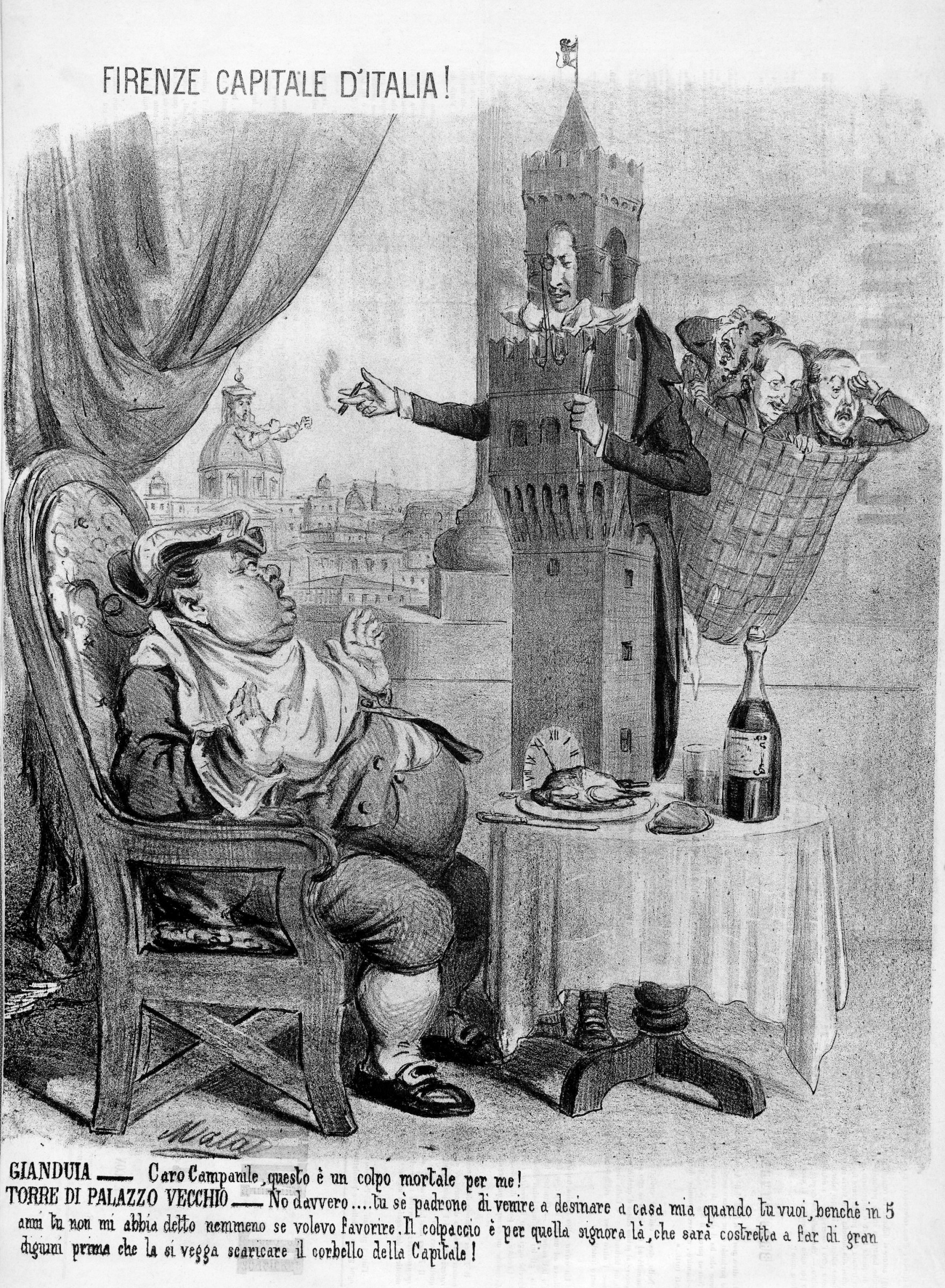
Adolfo Matarelli, Firenze Capitale d'Italia (Il Lampione, 24 settembre 1864)

## «Tristi fatti»

### 21 settembre
Il pomeriggio

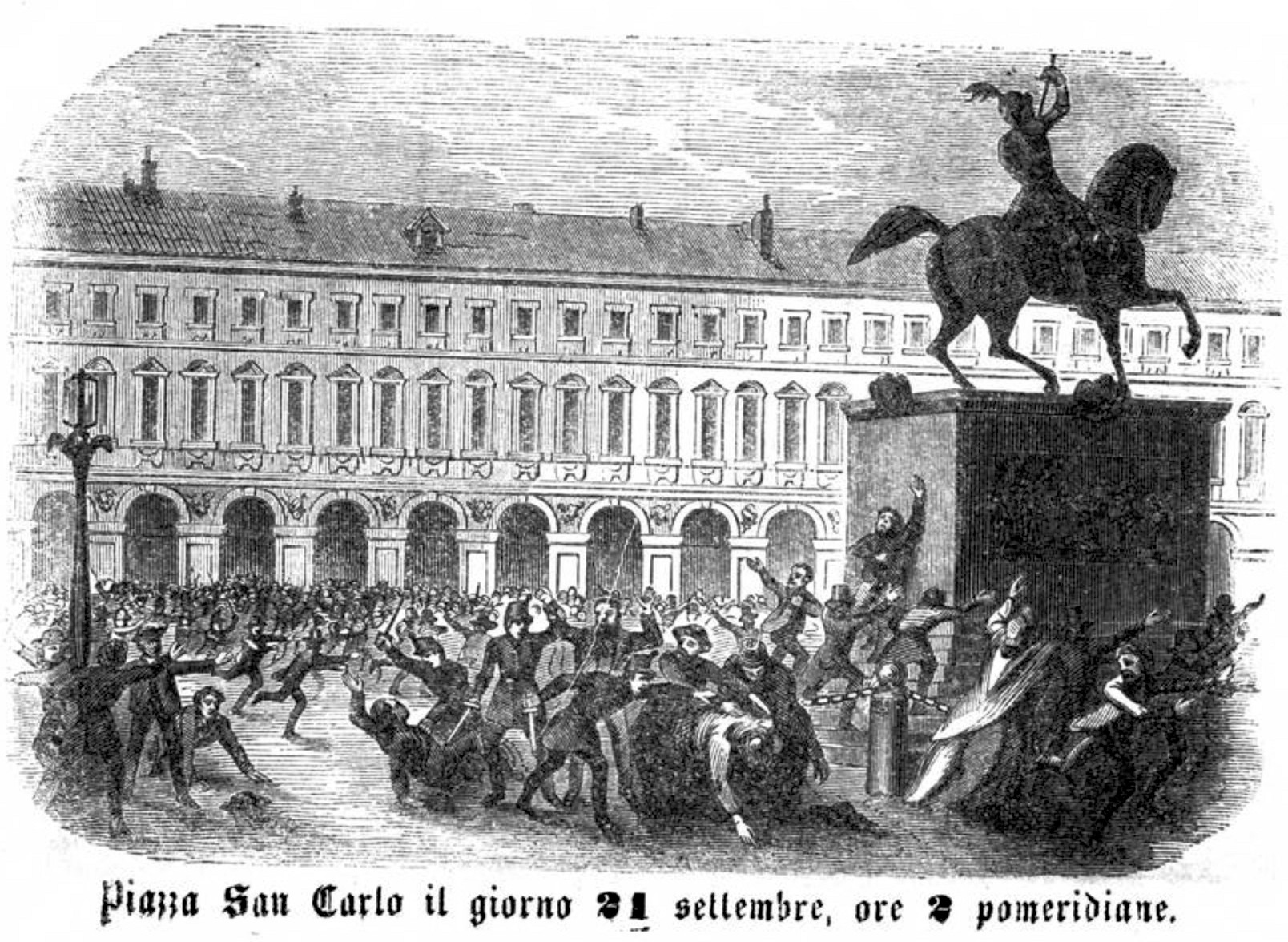
Piazza San Carlo, giorno 21, ore 14

Il consiglio comunale straordinario era convocato per le ore 14:00 per discutere dello spostamento della capitale. Sotto le finestre si radunarono varie persone per avere notizie; si verificarono anche delle proteste e vennero bruciate copie della Gazzetta di Torino.
In assenza di notizie dal consiglio comunale in corso le persone si dispersero rapidamente, mentre un gruppetto di giovani si diresse in piazza San Carlo alla tipografia della Gazzetta di Torino con alcune bandiere italiane. Il proprietario andò in questura per sollecitare aiuto, mentre altri impedivano al gruppo di entrare. Dalla questura giunse quindi l'ordine di disperdere gli assembramenti, sequestrare le bandiere e arrestare coloro che le portavano. Sul posto si precipitarono numerose guardie di pubblica sicurezza (principalmente allievi) che sguainarono le daghe contro l'assembramento di persone, le quali, prese di sorpresa, accennarono una reazione con qualche pietra; le guardie allora inseguirono e percossero le persone anche al di fuori della piazza, colpendo e gettando a terra astanti e passanti e anche chi si occupava della difesa della tipografia.
Tutto ad un tratto vedemmo uscire dalla Questura una colonna di guardie di pubblica sicurezza, guidate da un ufficiale, che non potevano essere meno di sessanta. La colonna marciò a passo lesto senza proferir parola e senza che le persone contro le quali venivano si allontanassero; e nell'atto che l'ufficiale dette di piglio alla bandiera per strapparla di mano a chi la teneva, gridando un non so che, che per le conseguenze ritenemmo un ordine d'impugnare le armi e di usarne; tutte le guardie ad un tratto, sfoderata la daga, si misero a sciabolare a dritta e sinistra quel gruppo di persone che stavano sulla piazza – si noti bene sulla piazza e non sotto il portico – correndo appresso a chi cercava di salvarsi colla fuga, e percuotendo senza misericordia.
Vedemmo allora delle scene da far rabbrividere, fra le quali uomini isolati battuti e trascinati da quattro o cinque guardie.»
(Testimonianza di Mattia Montecchi)
Ventinove persone vennero condotte in questura, compresi alcuni feriti; iniziò a formarsi un nuovo gruppo di fronte all'edificio e le guardie uscirono nuovamente con le daghe in pugno, ma furono fermate dai superiori. Il gruppo all'esterno, divenuto numeroso, richiese il rilascio degli arrestati considerando spropositata l'azione delle guardie; vennero anche tirate pietre contro le finestre.
La questura era ormai assediata e giunse una delegazione della giunta comunale (Rignon, Pateri Corsi, Moris e Villa) che, non riuscendo a calmare la folla, consigliò al questore il rilascio degli arrestati (venne richiesta anche la restituzione delle bandiere). Si ottenne così una pacificazione della piazza.
La sera

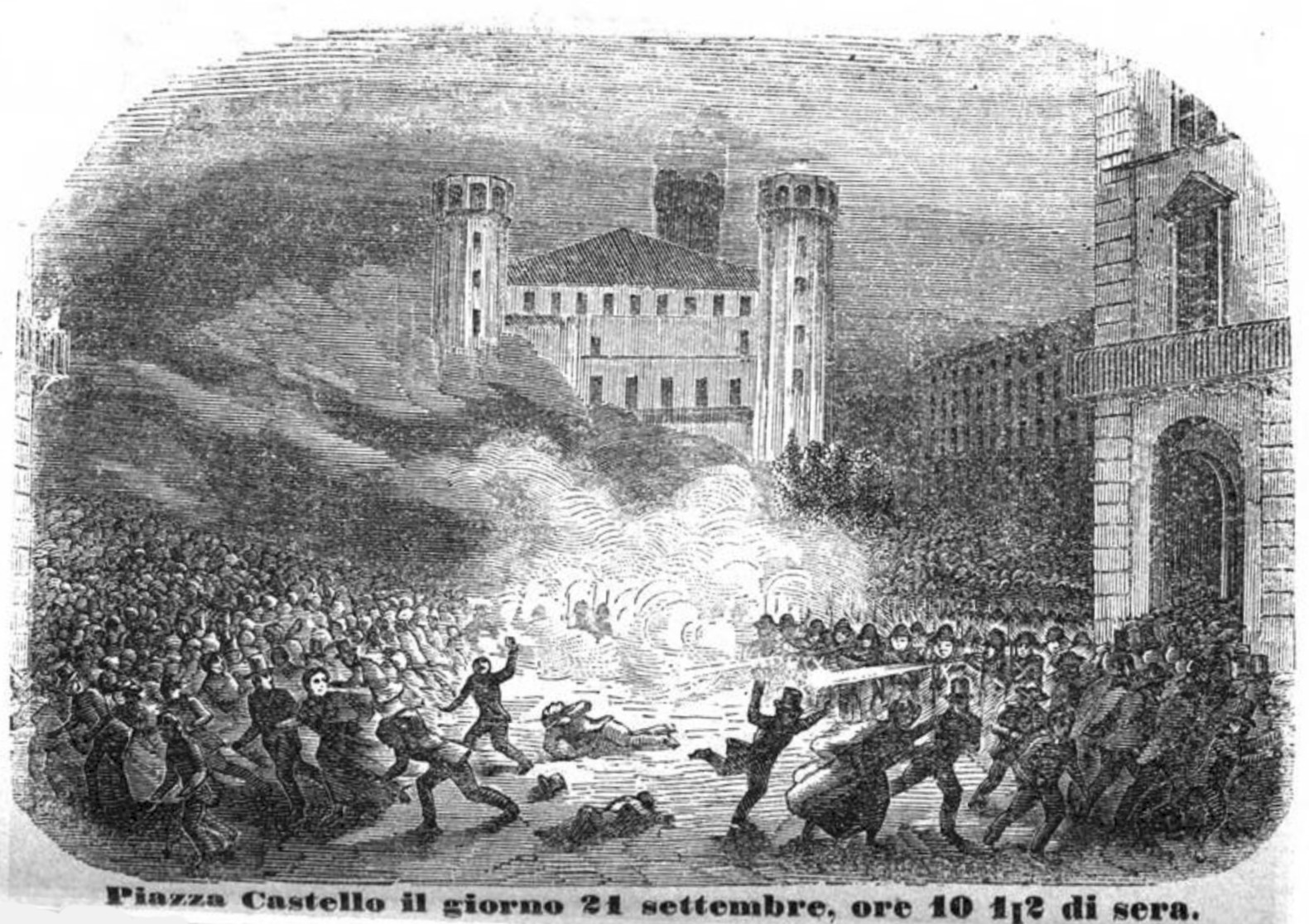
Piazza Castello il 21 settembre alle 10:30 di sera

Diversi assembramenti di persone si formarono in città a partire dalle ore 17:00, prima sotto il municipio e poi sotto l'abitazione del sindaco; quest'ultimo in entrambe le occasioni cercò di convincere i manifestanti al rispetto della legge.
In piazza San Carlo si era radunata una folla per protestare contro la Gazzetta di Torino e contro la questura. In piazza si disposero degli allievi carabinieri, armati con fucili carichi, seguiti da numerose truppe (bersaglieri, cavalleria e fanteria) mentre la guardia nazionale percorreva le vie adiacenti; lo scopo era mantenere sgombra la piazza e disperdere gli assembramenti. Nonostante alcune provocazioni contro i soldati con il lancio di pietre, la folla iniziò a diradarsi.
In piazza Castello vennero disposti due squadroni (uno di allievi carabinieri) che dispersero un primo gruppo diretto contro la sede del ministero dell'interno. Un altro gruppo di manifestanti, armati con bastoni, entrò nella piazza e si diresse al ministero verso gli allievi carabinieri; dopo un breve tumulto, furono uditi due colpi di arma da fuoco, seguito da un fuoco di fila rivolto contro la popolazione. Dopo un primo momento di sorpresa, la piazza si svuotò lasciando solo morti e feriti.
(Testimonianza di Carlo Muttis)
Iniziarono i soccorsi; si formò anche un assembramento che lanciò pietre contro i carabinieri, che si ritirarono quindi verso la sede del Ministero.
Nella notte i bersaglieri arrestarono otto persone che avevano sottratto armi dal negozio di un armaiolo.

### 22 settembre
Reazioni ai fatti della sera precedente
Uno scambio di comunicazioni intercorse tra Vittorio Emanuele II e Marco Minghetti la mattina successiva alla prima strage.
(Vittorio Emanuele II a Marco Minghetti, 22 settembre ore 8:30.)
(Marco Minghetti a Vittorio Emanuele II, 22 settembre)
(Vittorio Emanuele II a Marco Minghetti, 22 settembre)
Nella giornata si registrò qualche dimostrazione contro la tipografia della Gazzetta di Torino, ma che fu facilmente dispersa.
La sera

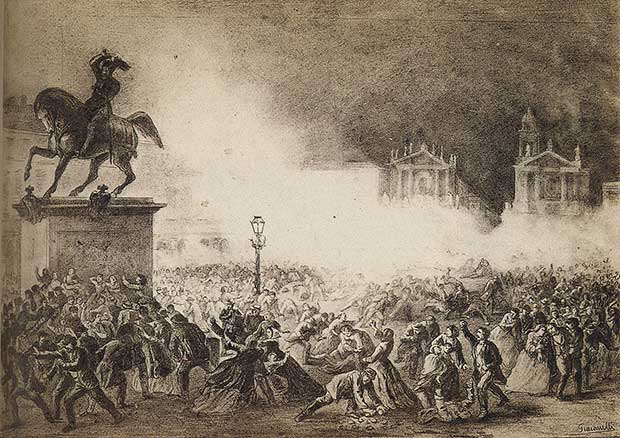
Gli scontri sotto al monumento

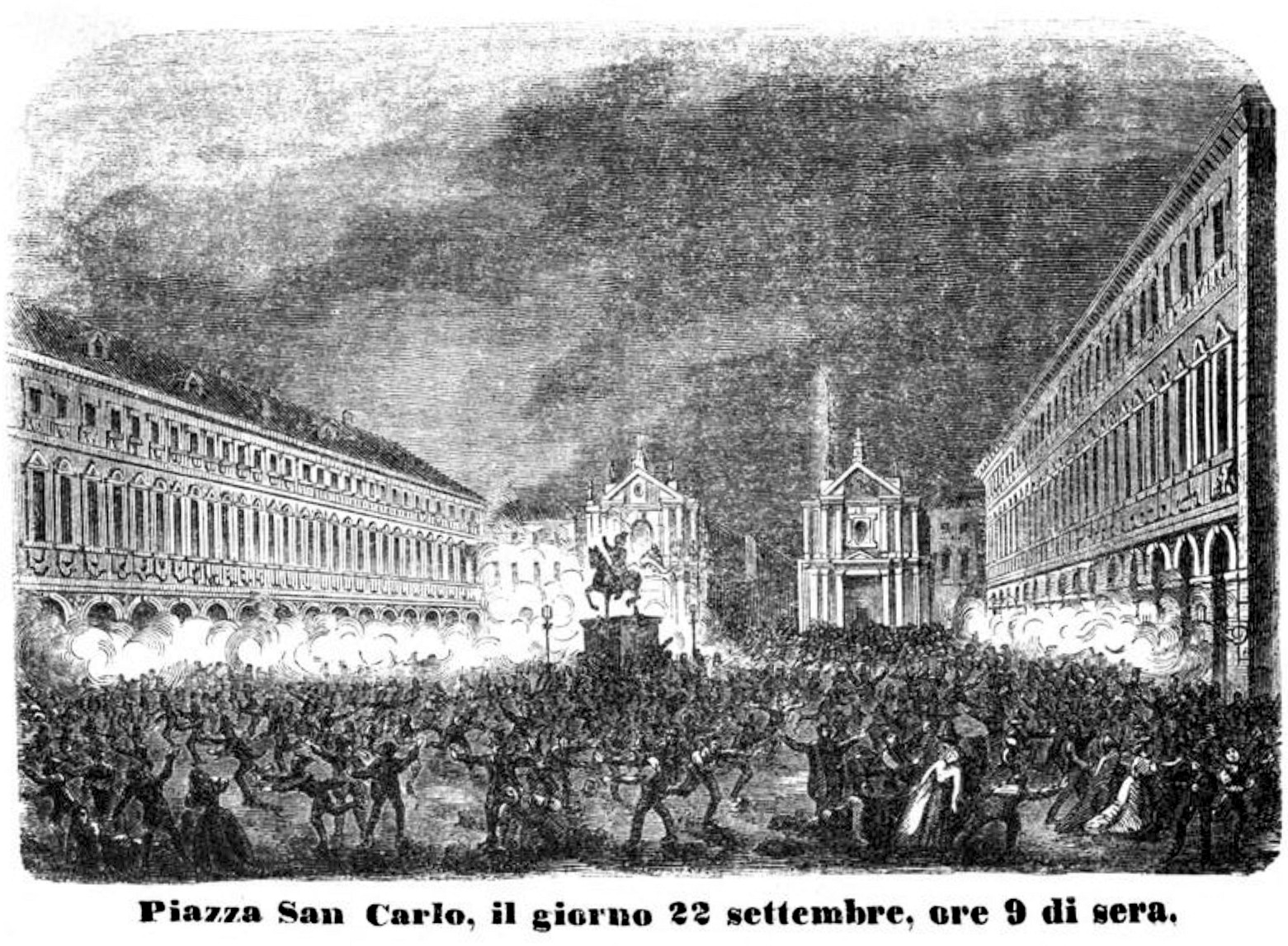
Piazza San Carlo il 22 settembre alle 9 di sera

In serata si formarono vari assembramenti per la città che, insultando carabinieri e ufficiali di pubblica sicurezza presenti per le strade, raggiunsero piazza San Carlo. In piazza, a difesa della questura, erano presenti carabinieri, fanteria e agenti di pubblica sicurezza senza però un coordinamento tra le diverse compagnie. La piazza era comunque affollata e gli omnibus passavano regolarmente. La presenza dei carabinieri era causa di insulti, visto che erano accusati di aver fatto fuoco il giorno prima su inermi cittadini; la proposta dei comandanti di ritirare i carabinieri dalla piazza per evitare incidenti non fu approvata dal questore.
Un vasto assembramento schiamazzante, descritto come composto in buona parte da «avvinazzati», giunse in piazza e iniziò a imprecare contro i carabinieri presenti e a lanciare pietre contro la questura. Il questore ordinò allora l'uscita di altre truppe, compresi allievi carabinieri, per allontanare i presenti. Mentre si procedeva alle intimazioni per far disperdere la folla, si udirono colpi d'arma da fuoco e i carabinieri fecero fuoco verso il centro della piazza, colpendo un battaglione di fanteria che la stava attraversando; agenti di pubblica sicurezza spararono a loro volta dalla porta della questura. Nella confusione successiva furono sparati numerosi colpi da varie direzioni dai militari presenti; quando infine si riuscì a far cessare il fuoco, rimasero a terra nella piazza numerosi morti e feriti.
(Testimonianza di Alberto Martini Bossi, ferito ad una gamba)
Nella piazza, ai piedi del monumento a Emanuele Filiberto di Savoia, sono ancora oggi visibili dei segni dovuti alle pallottole.

## Le vittime

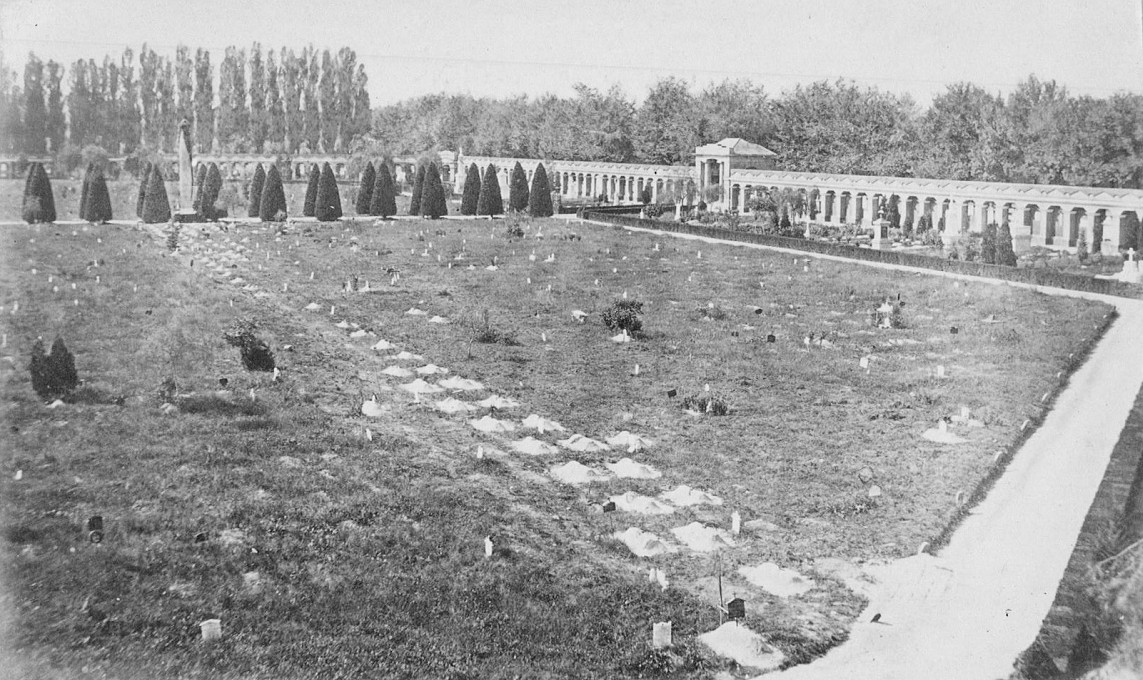
Tombe delle vittime del 21 e 22 settembre 1864 a Torino

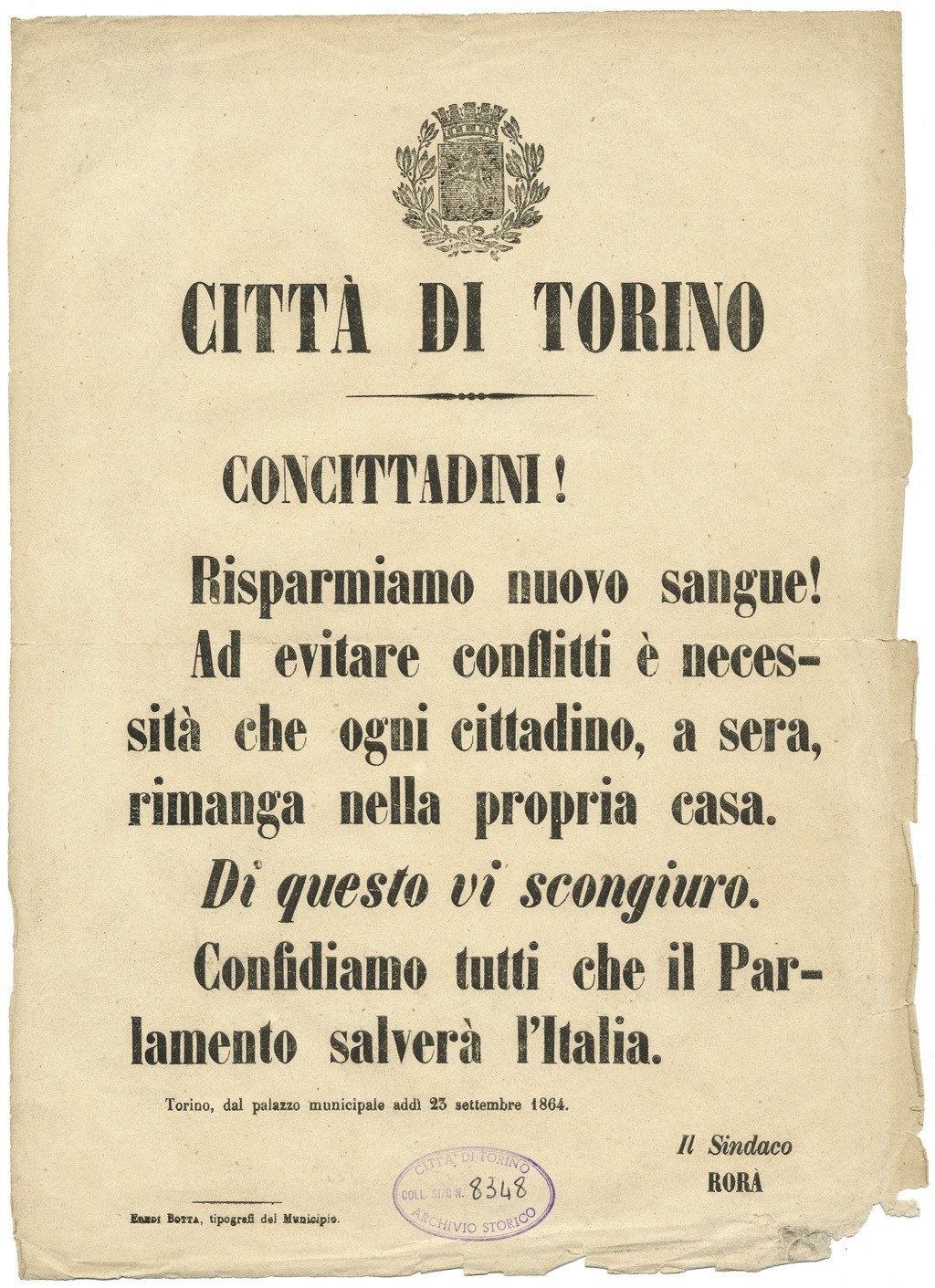
Proclama del sindaco Emanuele Luserna di Rorà (23 settembre 1864)

I dati sui morti e feriti nei due giorni vennero raccolti dal dottor Giuseppe Rizzetti; la sua relazione fu poi pubblicata in almeno tre diverse versioni (la prima conteneva dati aggiornati al 10 ottobre, la seconda al 13 dello stesso mese e la terza aggiornata a novembre).
Nella terza versione erano indicati rispettivamente 15 morti per gli eventi del 21 settembre in piazza Castello e 47 morti per gli eventi del 22 settembre in piazza San Carlo. In totale erano indicati 138 feriti ma si stima che il numero reale fosse superiore, dato che alcuni feriti avrebbero potuto scegliere di curarsi «senza l'intervento del medico per non incorrere in sanzioni penali o per tutelare la famiglia da possibili ritorsioni».
Il sottoscritto prega codesto municipio d'inviar tosto persone idonee al trasporto di dodici cadaveri che si trovano in mezzo alla piazza San Carlo, siccome fu inteso col sig. conte Corsi.
Chiapussi questore»
Tra i morti del 22 settembre sono inclusi quattro militari; ci furono feriti tra i militari in entrambe le giornate.
Le vittime vennero sepolte nel Cimitero monumentale di Torino «in un distinto quadrato di terra a tramontana».

### Morti di piazza Castello
1. Ceresito Ernesto (anni 18), di Acqui, commesso negoziante, celibe
2. Constantin Giovanni (23), di Prarostino (Pinerolo), negoziante, morto il 7 ottobre
3. Dalla Lana Giulio (17), di Trento, tipografo, celibe
4. Gandiglio Vittorio (17), di Torino, commesso di banca, celibe
5. Gauthier Vincenzo (50), di Vercelli, segretario privato, coniugato
6. Genovese Serafino (18), di Montiglio, fornaio, celibe
7. Gianoglio Alessandro (22), di Pinerolo, liquorista, morto il 28 ottobre
8. Guerra Mattia (23), di Vicenza, fornaio, morto il 22 settembre
9. Longo Giuseppe (22), di Verzuolo, sarto, celibe
10. Mayer Giuseppina moglie Bertino (20), di Tronzano, dimorante a Vercelli, morta il 23 ottobre
11. Meinardi Olisio (23), di San Giusto Canavese, falegname
12. Picena Giuseppe (30), di Torino, oste, coniugato
13. Sacco Carlo (30), di Torino, scrivano, morto il 18 ottobre
14. Sonetto Ferdinando (20), di Almese, albergatore, morto il 3 ottobre
15. Vercellino Giuseppe, di Valperga, studente, celibe, morto il 22 settembre

### Morti di piazza San Carlo
1. Barone Giuseppe (30), di Arona, muratore, morto il 3 ottobre
2. Bartoli Carlo (54), di Vicenza, ex capitano, coniugato
3. Bergamini Giovanni (23), di Finale (Mirandola), soldato nel 17º fanteria, celibe
4. Belfiore Giuseppe (23), di Jesi, caporale nel 17º fanteria, morto il 2 ottobre
5. Belletta Agostino (25), di Pollone, calzolaio, morto il 23 settembre
6. Bernarolo Ignazio (75), di Torino, vetraio, morto il 25 settembre
7. Bertinaria Basilio (20), di Netro (Biella), morto il 12 ottobre
8. Bertinetti Giovanni (19), di Pozzo Strada (Torino), lavorante alla ferrovia, morto il 13 ottobre
9. Bossi Giuseppe (40), di Milano, giardiniere, morto il 1º ottobre
10. Caldi Crescentino (21), di Ameno, muratore, morto il 5 ottobre
11. Campora Gaudenzio (21), di Casale, tipografo
12. Carena Domenico (31), di Rocchetta Palafea, carrettiere, coniugato
13. Dotto Felice (20), di Ronco (Biella), muratore, celibe
14. Dutto Bartolomeo (42), di Caraglio, facchino, coniugato
15. Falco Felice (25), di Torino, negoziante, morto il 28 settembre
16. Falco Filiberto (19), di Dogliani, cappellaio, celibe
17. Fiorina Alberto (20), di Vercelli, falegname, celibe
18. Fogliasso Giuseppe (25), di Torino, legatore, da libri
19. Fornaro Giuseppe (21), di Valmadonna, fornaio, morto il 23 settembre
20. Gedda Defendente (23), di Ivrea, macchinista, morto il 12 ottobre
21. Giuliberti Vincenzo (20), di Torino, fabbro-ferraio, morto il 23 settembre
22. Gremo Pietro (28), di Leini, fabbro-ferraio, morto il 23 settembre
23. Grisoglio Bernardo (13), di Magnano, muratore, morto il 19 ottobre
24. Hellin Antonio (24), di Legnano, tornitore
25. Lanza Michele (24), di Settimo Torinese, fonditore di metalli, celibe
26. Lorenzini Angelo (15), di Novara, oste, morto il 20 ottobre
27. Martini Giuseppe (17), di Torino, lineatore di carta, morto il 3 novembre
28. Mautino Giovanni (22), di Casalborgone, materassaio, celibe
29. Morra Antonio (18), di Bergamo, sarto, morto il 27 ottobre
30. Negro Enrico (22), di Robella (Asti), operaio nell'Arsenale, celibe
31. Novarese Francesco (22), di Torino, orologiere, morto il 10 ottobre
32. Oddone Matteo (18), di Feletto, calzolaio, celibe
33. Pavesio Candido (35), di Stupinigi, calzolaio
34. Peletti Giacomo (22), di Tigliole, caporale nel 66º fanteria, morto il 2 ottobre
35. Pisani Lucia nata Alliprandi (27), di Frabosa Soprana, cameriera, coniugata
36. Portigliatti Giuseppe (24), di Torino, tipografo, celibe
37. Ramellini Biagio (24), di Novara, muratore, morto l'8 ottobre
38. Richetta Canuto (28), di Pont (Ivrea), operaio nell'Arsenale, morto il 25 settembre
39. Rigola Carlo Alberto (15), di Torino, tipografo, celibe
40. Risaia Carlo (18), di Torino, celibe
41. Ruffino Ludovica (26), di Barolo, pizzicagnola, coniugata Robresco
42. Salvi Emilio (33), di Rivara, facchino, celibe
43. Sanguinetti Giovanni (54), di Vercelli, falegname, coniugato
44. Sbitrio Domenico (27), di Castellamonte (Ivrea), pristinaio, celibe
45. Vecci Trifone Maria (20), di Gagliano, soldato nel 17º fanteria, celibe
46. Vercelli Giuseppe (22), di Borgosesia, falegname
47. Vinone Francesco (30), di Piobesi Torinese, fabbro-ferraio, coniugato

## Conseguenze

### Fine del governo Minghetti

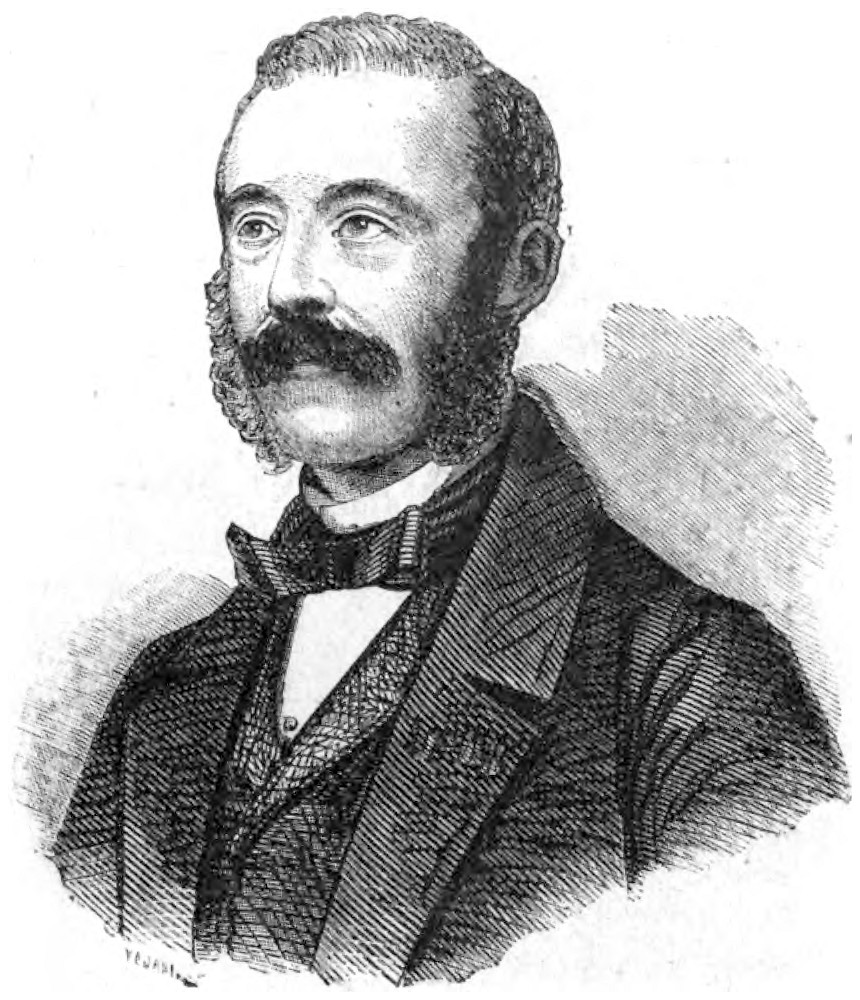
Marco Minghetti

Gli eventi del 21 e del 22 settembre resero la situazione insostenibile per il governo.
(Lettera di Demetrio Diamilla a Giuseppe Mazzini, 24 settembre)
(Vittorio Emanuele II a Marco Minghetti, 23 settembre)
(Marco Minghetti a Vittorio Emanuele II, 23 settembre)
Il giorno stesso il re incaricò Alfonso La Marmora di formare un nuovo governo.

### Inchieste ufficiali

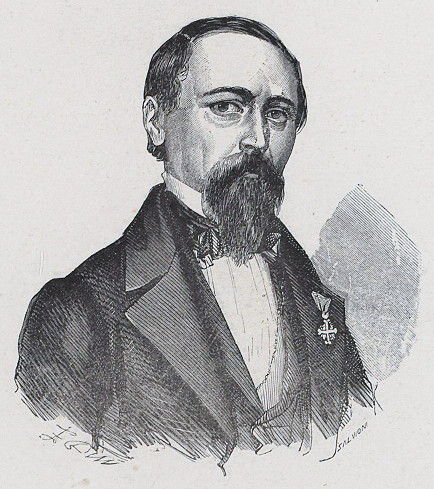
Casimiro Ara, autore dell'inchiesta municipale

Vi furono diverse inchieste per determinare lo svolgimento dei fatti.
Già la mattina del 22 settembre, dopo i primi fatti, la giunta municipale ordinò una inchiesta amministrativa, incaricando a ciò il deputato Casimiro Ara. Il resoconto di questa prima inchiesta, consegnato già il 5 ottobre, venne stampato l'11 ottobre e venne poi distribuito a deputati e senatori e a tutti i municipi del Regno.
Un'altra inchiesta amministrativa ordinata dal governo Minghetti non ebbe seguito anche per la caduta del governo stesso.
Un'istruttoria giudiziaria fu condotta a seguito di una querela presentata il 24 settembre 1864 da quindici cittadini (medici, avvocati, giornalisti e deputati come Pier Carlo Boggio) contro l'allora ministro dell'Interno Ubaldino Peruzzi e contro Silvio Spaventa (primo segretario del ministro). Il 24 ottobre essa fu tuttavia rapidamente conclusa con un "non luogo a procedere".
In seguito a inchiesta militare 58 tra carabinieri e allievi furono arrestati, rimandando di fronte a un tribunale militare i carabinieri presenti il 21 settembre in piazza Castello e a tribunali ordinari la guardia civica e i carabinieri presenti il 22 settembre in piazza San Carlo.
Il 24 ottobre la Camera nominò una commissione d'inchiesta per stabilire eventuali responsabilità governative, presieduta da Carlo Bon Compagni di Mombello e composta dai deputati Claudio Sandonnini (segretario), Giuseppe Biancheri, Francesco De Sanctis, Vincenzo Malenchini, Giovanni Morandini, Oreste Regnoli, Giuseppe Robecchi e Giorgio Tamajo.

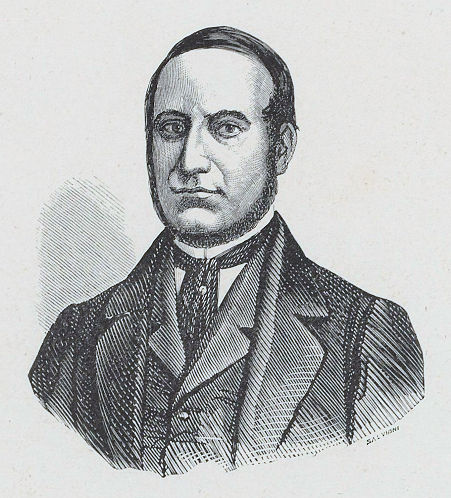
Carlo Bon Compagni di Mombello, presidente
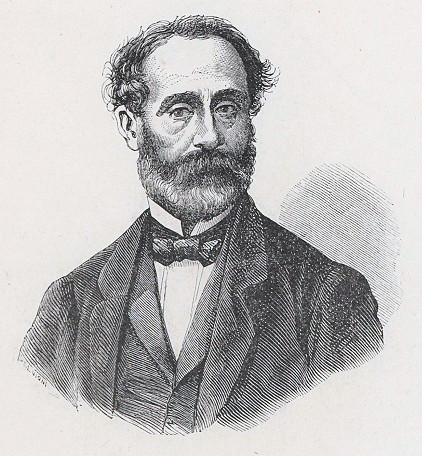
Claudio Sandonnini, segretario
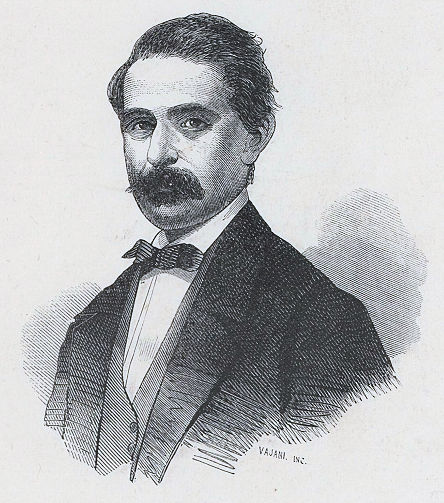
Francesco De Sanctis

Francesco De Sanctis aveva seguito da vicino gli eventi e aveva riportato le notizie in articoli anonimi pubblicati da L'Italia di Napoli.
(Corrispondenza di De Sanctis del 27 settembre, pubblicata in L'Italia del 29 settembre)

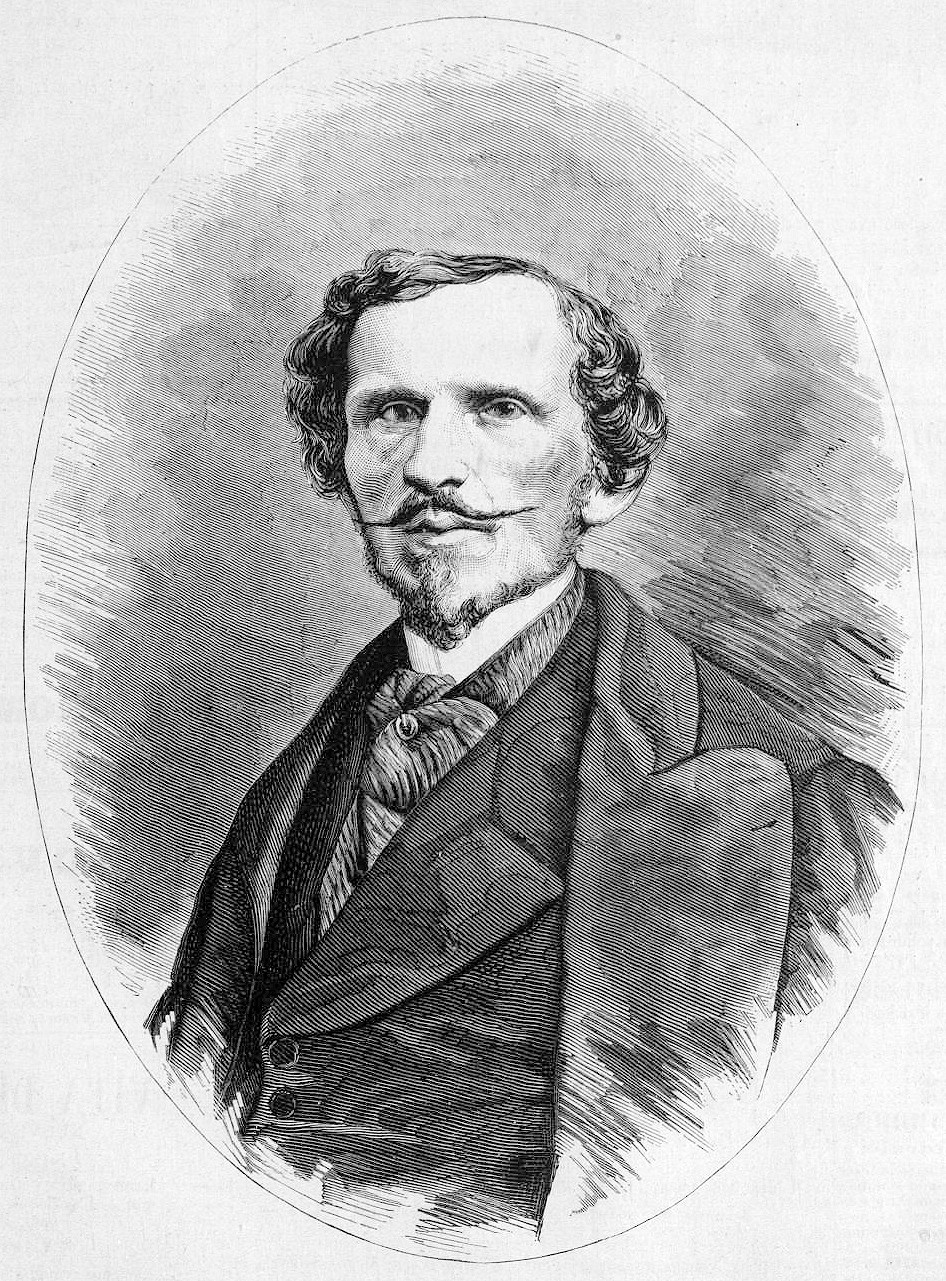
Bettino Ricasoli

Il 5 gennaio 1865 la commissione parlamentare completò la relazione e venne stabilito di darla alle stampe (gli atti, in considerazione del loro volume, non furono stampati, ma fu deciso che venissero depositati presso la segreteria della Camera). Dopo un ritardo per alcune correzioni, venne resa pubblica. La discussione parlamentare si svolse il 23 gennaio, ma si optò per la proposta di Bettino Ricasoli di non prendere alcuna decisione.
(Ordine del giorno Ricasoli)

### Proteste del gennaio 1865
La decisione della Camera di non considerare la relazione della commissione d'inchiesta provocò nuove proteste.
(Gazzetta del Popolo, 25 gennaio 1865)
La sera del 25 gennaio un gruppo di studenti manifestò senza incidenti in favore del sindaco e dei deputati che avevano sostenuto le ragioni dei torinesi durante le discussioni alla Camera. Si ipotizzò che l'amministrazione comunale potesse dimettersi come segno di protesta. Nonostante i timori dell'aggravarsi della situazione, anche le manifestazioni della sera del 26 si svolsero senza incidenti.
(Diritto, 27 gennaio 1865)
Vari articoli di quei giorni, pur invitando alla calma, servirono a eccitare gli animi. Vi fu anche una raccolta di firme per invitare i senatori a votare l'inchiesta presentata alla Camera. La sera del 27 vi fu una manifestazione, ma non di studenti; ci furono scontri con la Guardia nazionale e vennero arrestati 25 partecipanti, indicati come «noti alla polizia, soggetti alla vigilanza speciale, parecchi usciti da poco dal carcere». Tra gli arrestati c'era un solo studente, rilasciato il giorno dopo.
La sera del 28 si verificò solo una piccola manifestazione, sciolta dalla Guardia nazionale senza incidenti. Queste manifestazioni, secondo il sindaco, erano da attribuirsi «alla mancanza di lavoro che lasciava sul lastrico buon numero dì operai disoccupati per la cessazione di quel movimento che s'era manifestato nella Città prima del trasferimento della Capitale».

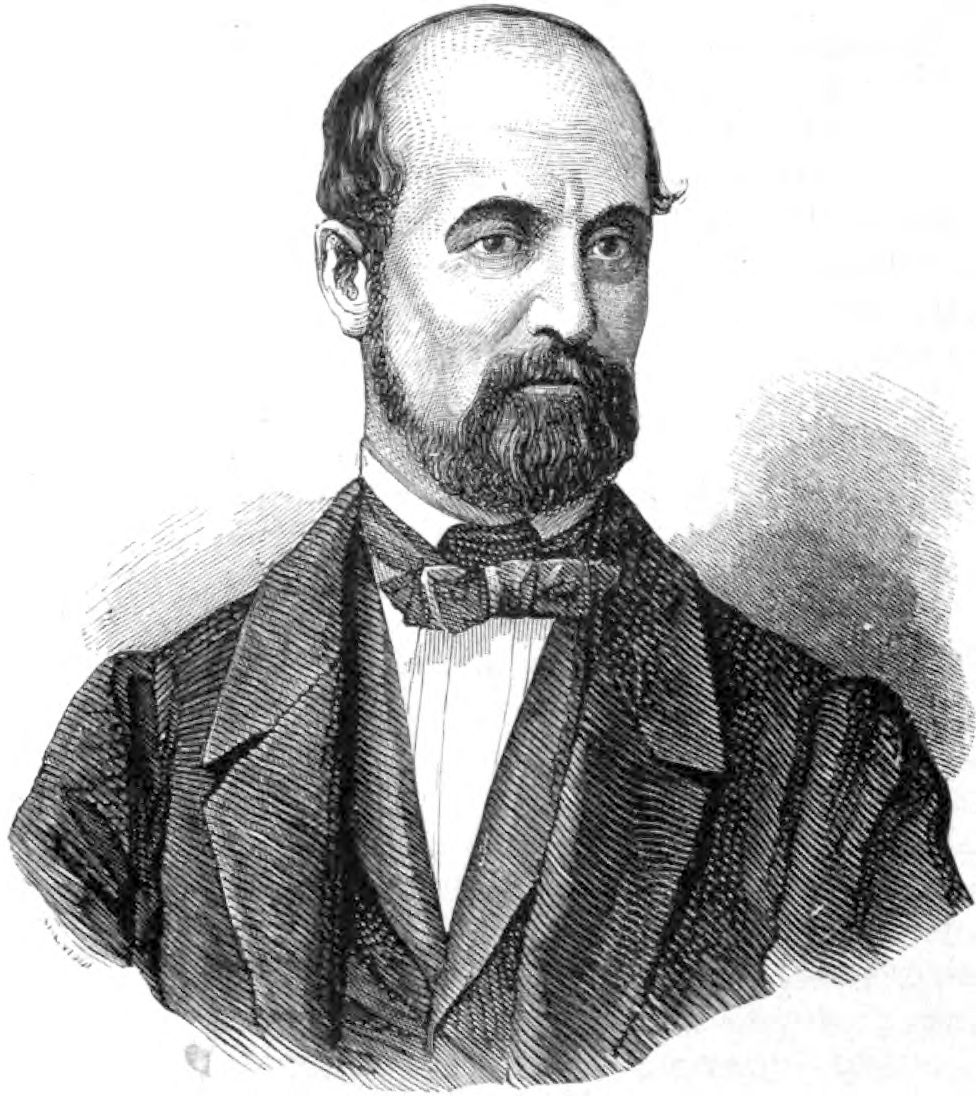
Giovanni Lanza

Il 29 gennaio venne annunciata una festa da ballo a corte per il giorno successivo; il ministro Giovanni Lanza riteneva infatti che la situazione fosse ormai tranquilla a Torino e che non ci sarebbero stati incidenti. Temendo nuove proteste però le autorità locali mobilitarono i soldati.
(Unità cattolica, 31 gennaio 1865)
(Diritto, 31 gennaio 1865 (il giornale fu sequestrato))
Il 31 gennaio Lanza presentò le proprie dimissioni, ritirate solo su intervento del re.
La mattina del 3 febbraio Vittorio Emanuele II partì definitivamente da Torino per trasferirsi a Firenze.

### Amnistia

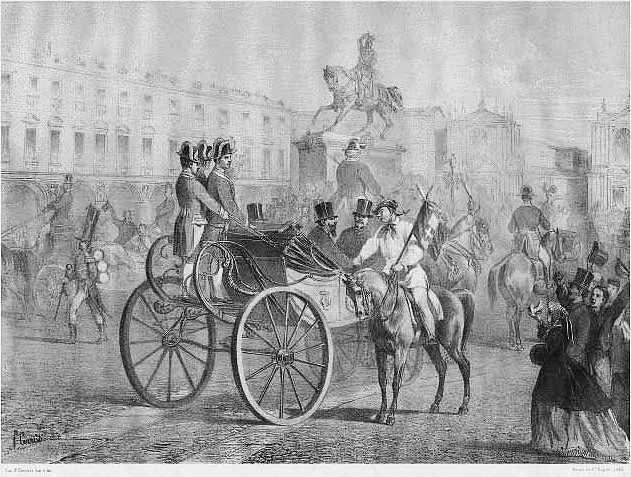
Il Gianduia in camicia

Domenica 26 febbraio 1865 il re fu di nuovo a Torino per il carnevale. Alcune carrozze di corte parteciparono ai festeggiamenti e l'apparizione del re fu accolta da applausi. La carrozza fu avvicinata da un Gianduia in camicia che si rivolse al re con le parole: «Vedi in che stato già son ridotto, eppure se per l'Italia e per te sarà d'uopo dare quest'ultimo vestimento son pronto a farlo».
La festosa accoglienza permise al re di «cancellare ogni memoria di dolorosi avvenimenti sui quali altamente importa che si stenda il velo dell'oblio»; con regio decreto dello stesso giorno fu concessa una completa amnistia per i fatti del settembre 1864 e per i fatti della fine di gennaio 1865.
Abbiamo ordinato e ordiniamo quanto segue:
Art. 1. È concessa piena ed intera amnistia, ed è conseguentemente abolita l'azione penale per tutti i fatti avvenuti in Torino il 30 gennaio ultimo scorso, i quali abbiano dato o possano dare luogo a penale procedimento per titolo di offesa alla Nostra Reale Persona.
Art. 2. È parimenti abolita l'azione penale e sono condonate le pene inflitte per tutti i fatti avvenuti in Torino il 21 e 22 settembre 1864, 27, 28 e 29 gennaio 1865, aventi il carattere di rivolta o di oltraggio contro la pubblica forza, di contravvenzione alle disposizioni della legge di Pubblica Sicurezza relative agli assembramenti, o di violenze commesse nell'esecuzione di ordini o di consegne, o per eccesso nell'uso della forza pubblica;
Art. 3. È ínfine abolita l'azione penale per tutti i reati commessi fino al giorno d'oggi col mezzo della stampa, che abbiano relazione coi fatti accennati nei due articoli precedenti.
[...] Dato a Torino addì 26 febbraio 1865. Vittorio Emanuele»
Non ci sarebbero perciò state conseguenze né per i manifestanti arrestati in tali occasioni né per i soldati arrestati dopo l'inchiesta militare.
Un documento del 9 febbraio 1866 dell'archivio storico del Ministero degli Esteri (allegato a una comunicazione del console italiano di Montevideo del 13 febbraio) riporta che Giacomo Ramò, capitano dell'imbarcazione Emilia, dichiarò di aver trasportato da Genova a Buenos Aires 138 arruolati per il governo argentino consegnatigli da guardie di sicurezza il 14 e 16 ottobre 1865; per i 72 imbarcati il 14 ottobre gli sarebbe stato indicato che «facevano parte della sommossa di Torino del 21 e 22 settembre e che porzioni venivano estratti dalle carceri di Sant'Andrea di Genova». Non si hanno però riscontri di queste affermazioni da altre fonti.

## Contro il piemontesismo

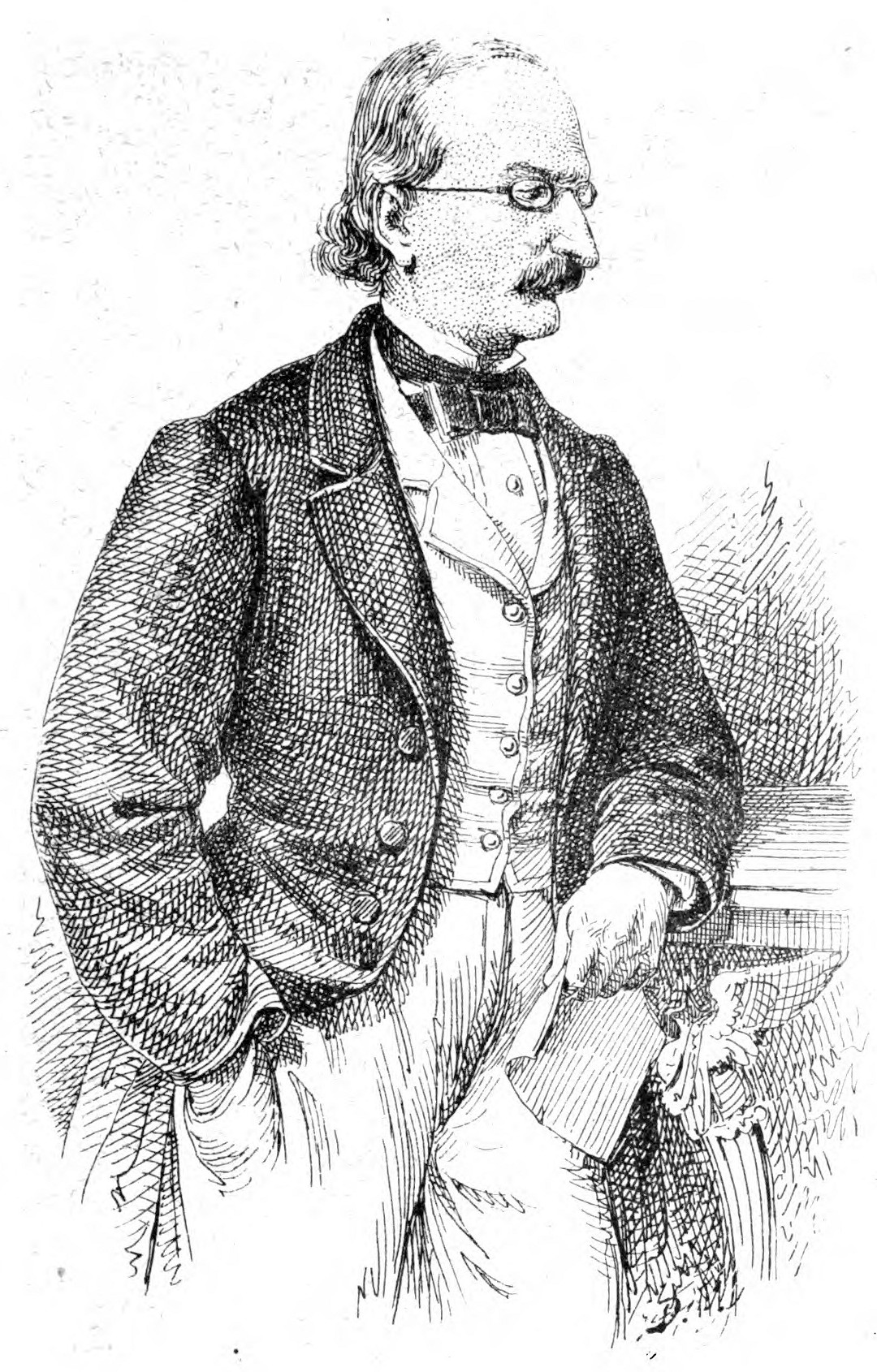
Ubaldino Peruzzi

Vari deputati e membri del governo non piemontesi erano favorevoli al trasferimento della capitale da Torino perché consideravano eccessiva la presenza piemontese all'interno della pubblica amministrazione.
In pubblicazioni e quotidiani torinesi dell'epoca si diffuse l'idea di un piano del presidente del Consiglio Marco Minghetti (bolognese), del ministro dell'Interno Ubaldino Peruzzi (fiorentino) e del segretario Silvio Spaventa (napoletano) per provocare tumulti e per poter sospendere o togliere le libertà civili; veniva indicata la presenza di provocatori che avrebbero sobillato la folla.
In realtà è da escludere l'esistenza di un piano preordinato per creare tumulti da poter reprimere in modo autoritario.
Peruzzi e Spaventa sfruttarono però ogni occasione per far apparire negativamente Torino e per rendere necessario il trasferimento della capitale: Peruzzi incitò manifestazioni antipiemontesi in città italiane; Spaventa manipolò le comunicazioni dell'Agenzia Stefani relative ai fatti di Torino in modo da far cadere la responsabilità sulla popolazione e sul municipio.

## Commemorazioni

### Dal 1865
Il 21 settembre 1865 molti negozi erano parati a lutto. La mattina del 22 settembre 1865 si formò un primo corteo a lutto dell'associazione di cuochi e camerieri, a causa degli impegni legati alla loro professione; tutte le altre associazioni si ritrovarono per attraversare il centro diretti a una funzione religiosa e per raggiungere poi il camposanto e deporre corone sulle tombe dei defunti.

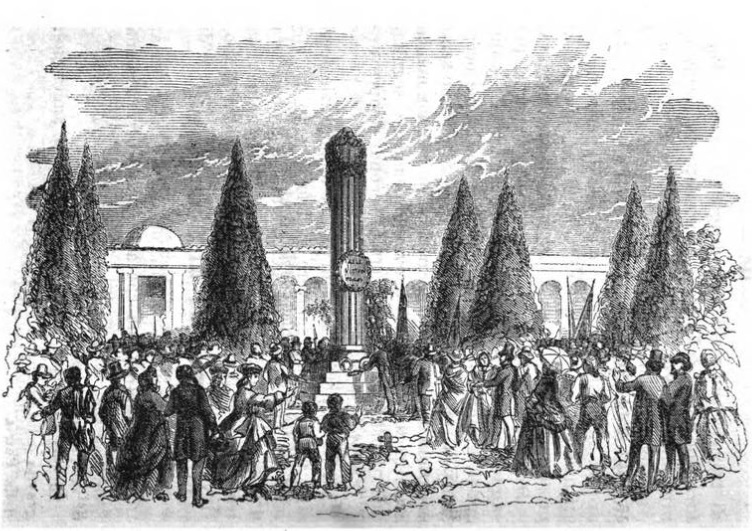
Prima commemorazione de' nostri caduti nelle sere 21 e 22 settembre 1864 in Torino (Almanacco nazionale per il 1866)

Dopo la solenne funzione sulla Piazza della Gran Madre di Dio, che fu oltremodo dignitosa e commovente, le Corporazioni si mossero in grand'ordine precedute da molti membri del Comitato appositamente nominati per guidare il Corteggio, e dai giovani Caffettieri, Confettieri e Distillatori, che avevano l'iniziativa della Commemorazione. Un picchetto di Guardia Nazionale apriva la marcia. Seguiva poi la Musica della Guardia Nazionale, a cui non v'ha elogio che basti per il lodevolissimo suo concorso.
Faceva ala lungo il Ponte di Po, Piazza Vittorio Emanuele e Via di Po un'onda immensa di popolazione. In Piazza Castello ogni membro del Corteggio, come mosso da un filo elettrico, si levò il cappello passando sul funestissimo sito dov'era stato versato il sangue del 21 settembre.
Da questa Piazza al Camposanto, benché enorme sia la distanza, tutte le strade erano così popolate, che crediamo essere al disotto del vero, dicendo che più di 100 mila persone han preso parte alla dimostrazione.»
La commemorazione venne ripetuta per alcuni anni.
Nel 1867 è citata la presenza di un «monumento delle vittime del settembre», ma nel 1868 non esisteva alcun monumento. L'immagine riportata nell'Almanacco nazionale per il 1866 con una stele funebre è da considerarsi di fantasia, perché nel 1865 le corone di fiori vennero deposte sulle singole tombe e nella descrizione non si nomina alcun monumento.

### Lapide in piazza San Carlo

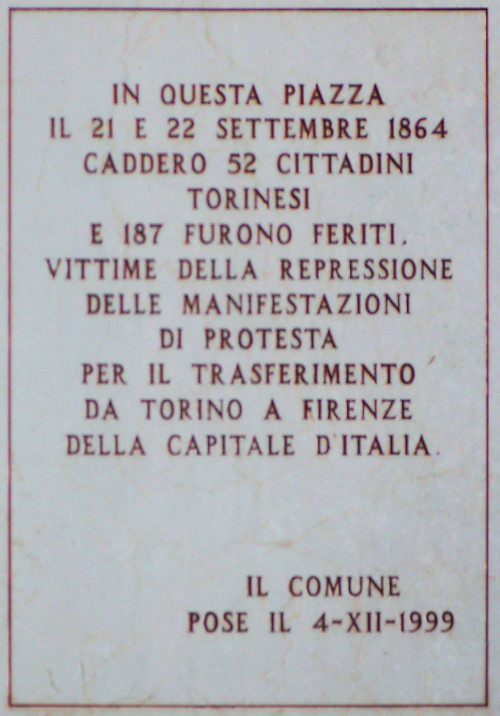
Lapide commemorativa in piazza San Carlo

Nel dicembre 1999 la città di Torino pose una lapide in piazza San Carlo in ricordo delle vittime.
IL COMUNE / POSE IL 4-XII-1999»
(Testo della lapide)
I numeri riportati nella lapide sembrano tratti dalla prima versione della relazione del dottor Rizzetti inserita nell'inchiesta municipale: egli indicò infatti un numero di 52 morti complessivi negli eventi di piazza San Carlo e di piazza Castello; il numero 187 era quello inizialmente da lui riferito per il totale dei morti e dei feriti.

### Anniversari
Il 22 settembre 2014, in occasione del 150º anniversario, la giunta comunale di Torino commemorò la ricorrenza.

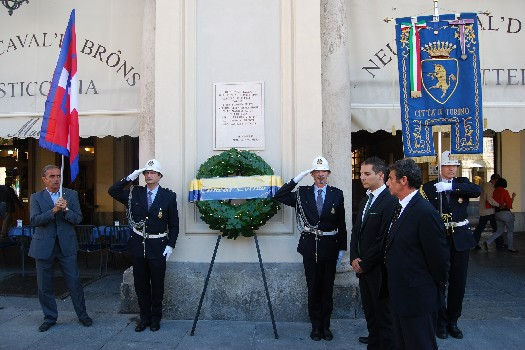
Commemorazione del 2014
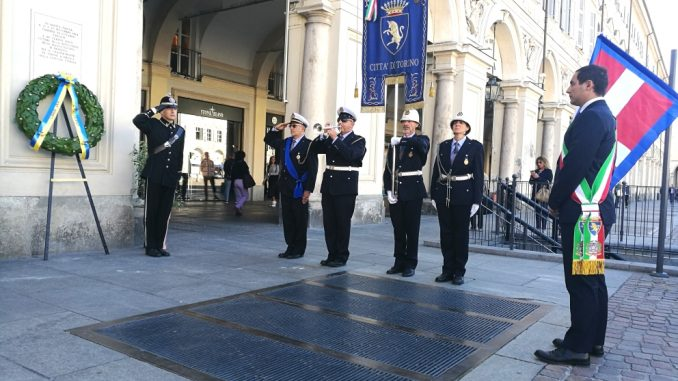
Commemorazione del 2017